# Фавр, Вилли
Вилли Фавр (фр. Willy Favre; 24 сентября 1943, Ормон-Десю — 19 декабря 1986) — швейцарский горнолыжник, специалист по гигантскому слалому. Выступал за сборную Швейцарии по горнолыжному спорту в 1960-х годах, серебряный призёр зимних Олимпийских игр в Гренобле, обладатель серебряной медали мирового первенства, серебряный призёр этапа Кубка мира, чемпион швейцарского национального первенства.

## Биография
Вилли Фавр родился 24 сентября 1943 года в коммуне Ормон-Десю кантона Во, Швейцария.
Впервые вошёл в состав швейцарской национальной сборной в начале 1960-х годов. Благодаря череде удачных выступлений удостоился права защищать честь страны на зимних Олимпийских играх 1964 года в Инсбруке — занял здесь 14 место в слаломе, четвёртое место в гигантском слаломе и восьмое место в скоростном спуске. При этом в зачёте комбинации стал четвёртым.
После инсбрукской Олимпиады остался в основном составе главной горнолыжной команды Швейцарии и продолжил принимать участие в крупнейших международных соревнованиях. Так, в 1966 году побывал на чемпионате мира в Портильо, где показал шестой и пятый результаты в гигантском слаломе и комбинации соответственно. С появлением в горнолыжном спорте Кубка мира, Фавр сразу же стал активным его участником, в частности в январе 1967 года получил награду серебряного достоинства в гигантском слаломе на домашнем этапе в Адельбодене. Ещё на нескольких этапах попадал в десятку сильнейших.
Находясь в числе лидеров швейцарской национальной сборной, благополучно прошёл квалификацию на Олимпийские игры 1968 года в Гренобле. В программе слалома был дисквалифицирован во время первой попытки и не показал никакого результата, тогда как в гигантском слаломе занял второе место и завоевал тем самым серебряную олимпийскую медаль, пропустив вперёд только титулованного француза Жан-Клода Килли. Также, поскольку здесь одновременно разыгрывалось мировое первенство, дополнительно стал серебряным призёром чемпионата мира.
Вскоре по окончании этой Олимпиады Фавр принял решение завершить спортивную карьеру.
Умер 19 декабря 1986 года в возрасте 43 лет.